# Roly
Roly (en wallon Roli) est une section de la ville belge de Philippeville située en Wallonie dans la province de Namur.
C'était une commune à part entière avant la fusion des communes de 1977.

## Toponymie
Il existe plusieurs sobriquets pour désigner ses habitants : les Acrobates, les Lapins ou encore les Platès tièsses.

## Géographie
Roly est situé dans une région de forêts (chênaies), de prairies (fagne) et de petites collines calcaires (calestienne). Les habitations datent du XVIIIe siècle et surtout du XIXe siècle et sont construites avec les pierres du pays.
Le village est borné au nord par Samart et Sautour, à l’est par Villers-en-Fagne, au sud par Mariembourg et Fagnolle et à l’ouest par Frasnes-lez-Couvin. Les dépendances sont Ingremez, Fraitî et Malgré tout.

## Évolution démographique
- Source: DGS, 1831 à 1970=recensements population, 1976= habitants au 31 décembre

## Histoire
La présence humaine à Roly est attestée dès la période néolithique. Différents objets datant de la période gallo-romaine ont été exhumés. Des caveaux en tuf de la période mérovingienne ont également été mis au jour.
Au Moyen Age, la seigneurie du lieu était divisée en deux : l’une relevant de la cour féodale de Namur, le fief de la tour de Roly, appartenant à la famille qui porte le nom du village, propriétaire du château et l’autre, dépendant des barons de Florennes et de la cour féodale de Liège, le fief de Roly.
En 1302, Jakemins de Roliers participe à la bataille des éperons d'or comme capitaine d’une compagnie de 100 hommes.
Durant le XVIe siècle, l’Entre-Sambre-et-Meuse a été disputée âprement entre les Français et les Espagnols. C’est ainsi que devant les attaques répétées des troupes d’Henri II, roi de France, le curé du lieu quitte le village : comme le ferme ou coffre de la communauté avait été volé et rompu l’an 1554 aux prises de Mariembourg et Dinan, des anciens mayeur et échevins, âgés de 60 ans environ, ont en date du 1er août 1587 recordé(ou fait enregistrer) avoir bonne mémoire et connaissance d’avoir vu ci devant feu messire Nicol Delgraingne, prêtre curé de Roly, devant la prise de Mariembourg desservir l’état de la greffe dudit Roly. Il se retire alors à Sautour.
En 1723, la terre est rachetée par les Groesbeeck.
En 1791, elle revient, par mariage, au marquis de Croix, aux d’Andigné puis aux marquis de Keroüartz.
Sous l'occupation française (1793-1815), le village est rattaché au département des Ardennes, district de Couvin. Il fait alors partie du canton municipal de Villers-Fagne avec Merlemont, Samart, Sart-en-Fagne et Sautour.
En 1830, le village compte 174 âmes ainsi que 46 chevaux, 8 poulains, 96 bovins, 5 porcs et 100 moutons. Les habitants vivent de l’exploitation des bois (notamment de la production de charbon de bois) et de l’exploitation du minerai de fer. Il existe un haut-fourneau au Fraitî ainsi qu’un bocard (pour broyer le minerai), un moulin à farine et un autre à drêche et une brasserie.
Le château, qui a abrité de 1965 à 1975 le Musée des Fagnes, a été vendu en 1995.
L’église Saint-Denis conserve une pierre tombale représentant deux gisants, celui de Jehan de Roly († en 1553) et d’Amphilie de Hollogne, dite de Luxembourg († en 1560)

## Patrimoine et curiosités

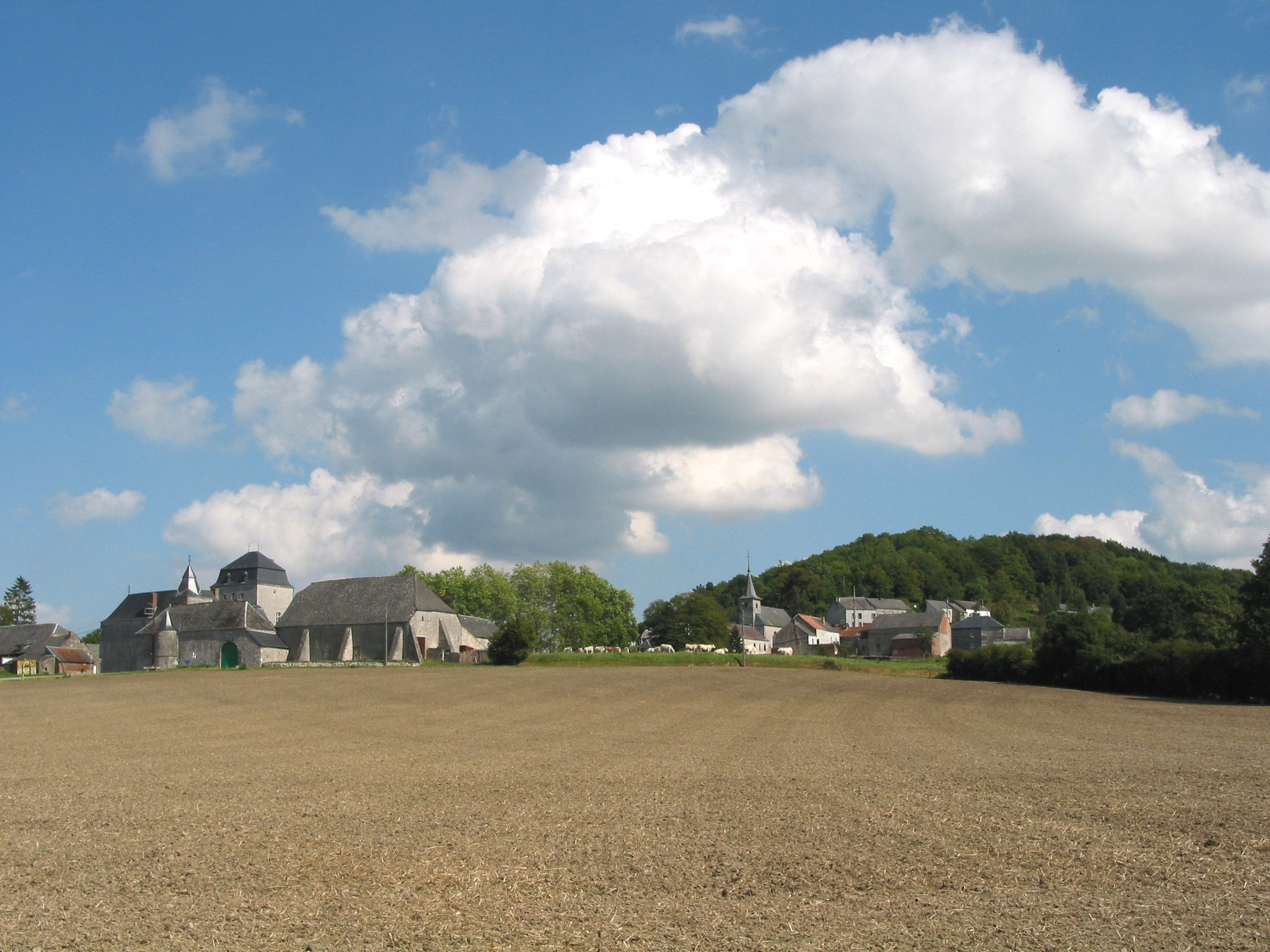
Le Château-Ferme de Roly.

- Le château-Ferme de Roly. La seigneurie était partagée entre Liège et Namur, le manoir est cité pour la première fois en 1346 était namurois. Il appartenait à la famille de Roly, qui rassembla en 1580 tout la seigneurie entre ses mains, puis en 1740, passa aux Goesbeeck[5].
- Moulin de Roly. Situé en contrebas du château, ancien moulin qui était alimenté par un affluent du ruisseau Ribois, bâti dans la 2e moitié du XVIIe siècle[5].
- Les étangs et le bois Cumont.
- Le cimetière.
- L'église Saint-Denis. Construite peu avant 1769 par l'architecte Chermanne et consacrée en 1772[6].
- Le point de vue.
- Les grottes.
- Les artistes et artisans.
- Le lavoir.
- Les pompes et abreuvoirs.
- Ferme d'Ingremez, situé dans le hameau du même nom. Propriété à l'époque de l'abbaye Saint-Jean de Florennes aux XIe et XIIe siècles[7].
- La grotte d’un ermite : Messire Charles de Fournet (1632-1702), écuyer, seigneur de Jettefeuille et Aubry et beau-frère de Jean de Roly qui se fait prêtre à l’âge de 67 ans et ermite. Il vécut dans la grotte Saint-Onulphre située au-dessus du village. Sa pierre tombale se trouve dans l’église de Merlemont à l’intérieur du porche. Outre les insignes du sacerdoce, elle porte huit blasons dans la partie supérieure.
- La grotte à N-D de Lourdes : en 1877, le curé Gérard érige à la sortie du village vers la N5 une grotte et institue un pèlerinage annuel. Il récidivera par la suite à Crupet (Assesse) avec la grotte de saint Antoine de Padoue. La grotte de Roly porte le chronogramme suivant : sanCtae VIrgInI paroChUs gerarD haeC pIe VoVIt LIMIna (Le curé Gérard a pieusement consacré cette demeure à la sainte Vierge — date 1877)[8].

## Classement
Le 25 novembre 1977, le village de Roly a été classé comme site pour son « intérêt historique (ancienne seigneurie), architecturale (habitations en pierre avec toits en ardoise) et scientifique (prairies humides, nombreuses haies et chaînes d'étangs entourés de roselières où se nichent des oiseaux exceptionnels) ».